# XSS-11
XSS-11 ou USA-165 est un micro-satellite développé par l'Air Force Research Laboratory et destiné à mettre au point des techniques permettant d'inspecter ou d'intervenir (ravitaillement en ergols,...) sur d'autres engins spatiaux. Il prend la suite du XSS-10 rattaché au même programme de recherche XSS (Experimental Spacecraft System) lancé en 2003. Placé en orbite en 2005, il a été utilisé pour tester plusieurs équipements miniaturisés et effectuer durant plus d'un an des  manœuvres de rendez-vous spatial et d'inspection d'engins spatiaux en semi-autonomie.  

## Contexte
XSS-11 constitue avec XSS-10 (placé en orbite en 2003) la série de satellites Experimental Spacecraft System développé sous la maîtrise de l'Air Force Research Laboratory (AFRL) dont l'objectif est la mise au point de micro-satellites capables d'effectuer des opérations de service ou d'inspection à proximité d'autres satellites de manière semi-autonome. Les équipements qualifiés dans le cadre de ces expériences comprennent un système de communications et un viseur d'étoiles miniaturisés, un lidar et une caméra de faible masse ainsi qu'un logiciel embarqué chargé de piloter ces opérations. Une enveloppe de 21 millions US $ a été allouée initialement au projet.

## Objectifs de la mission
La mission XSS-10 lancée en 2003 ayant validé dans le cadre d'une mission très courte le fonctionnement des équipements permettant de manœuvrer à proximité d'un autre engin en orbite, XSS-11 a pour objectif de tester des opérations plus complexes toujours à proximité d'un autre engin en orbite : identification et manœuvre de rendez-vous, inspection et prise d'image pour permettre un diagnostic ou la réalisation d'opérations de maintenance ou de ravitaillement en ergols. Un autre objectif de la mission est de réaliser une démonstration en vol des équipements qui pourraient être utilisés par la NASA pour réaliser une mission de retour d'échantillons martiens (qui imposerait un rendez vous et une capture de la capsule contenant des échantillons placée en orbite autour de Mars et un engin spatial chargé de la ramener sur Terre).

## Caractéristiques techniques

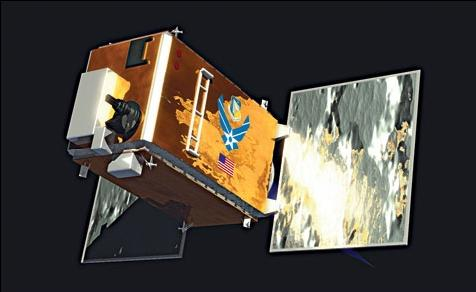
Vue d'artiste de XSS-11

XSS-11 est un satellite de 145 kg au lancement stabilisé 3 axes de forme parallélépipédique. L'énergie est fournie par des panneaux solaires triple-jonction qui alimentent une batterie lithium-ion de 30 A-h. Le satellite dispose d'un système de propulsion avancé utilisant de l'hydrazine qui lui permet d'effectuer des changements d'orbite. L'ordinateur de bord utilise un microprocesseur PowerPC 750 durci de BAE Systems. Le logiciel est capable de déterminer de manière autonome et optimale  d'une part les manœuvres à effectuer pour réaliser un rendez-vous spatial avec un autre engin spatial d'autre part de circuler à proximité de l'engin (dans un rayon de 100 mètres). Le satellite est construit par l'établissement de Denver (Colorado) de la société Lockheed-Martin.   
La charge utile principale est constituée par RLS (Rendezvous Laser Vision) un lidar utilisé pour déterminer la distance de l'objet avec lequel le satellite tente de réaliser un rendez-vous et produire des images tri-dimensionnelles de l'objet visé avec une résolution spatiale pouvant atteindre 1 cm dans toutes les conditions d'éclairage. Cet équipement a une masse inférieure à 10 kg et consomme moins de 75 watts. Il fonctionne jusqu'à une distance de 3 à 5 km et mesure la distance avec une précision de 5 cm lorsque les deux engins spatiaux sont éloignés de 50 mètres. RLS ou SSLS (Spaceborne Scanning Lidar System) est développé par deux sociétés canadiennes ;  Optech Inc. situé à Toronto et MD Robotics situé à Brampton (Ontario) filiale de MacDonald Dettwiler and Associates. Les autres équipements testés dans le cadre de la mission sont : 
- Le LPT (Low Power Transceiver) un système de communications miniaturisé (un tiers du volume et de la masse des équipements similaires) intégrant un récepteur GPS. Les communications se font en bande S en passant par le réseau de satellites de télécommunications de l'Armée de l'Air américaine. L'équipement est développé par la NASA et ITT Industries.
- L'IAU (Integrated Avionics Unit) un équipement d'avionique miniaturisé utilisant une électronique durcie pilotée par un microprocesseur PowerPC 750 et contenue dans un volume de 3 dm³ soit la moitié des équipements de ce type.
- Le VCS  (Vision Camera System) combinant une caméra et un viseur d'étoiles qui équipait déjà XSS-10.

## Déroulement de la mission
XSS-11 devait être  initialement placé en orbite par la navette spatiale américaine mais est retirée en 1998 par la NASA à la suite de la priorité donnée à l'assemble de la Station spatiale internationale. Le 11 avril 2005, le satellite est placé sur une orbite quasi polaire (périgée initial de 839 km, apogée  875 km et inclinaison orbitale de 98,8°) par un lanceur Minotaur I tiré depuis la base de Vandenberg. Dans le cadre de la mission, qui devait durer 12 à 18 mois, le satellite devait s'approcher de plusieurs engins spatiaux  (étages de fusée ou satellites américains inactifs) et les inspecter. Aucune information n'a filtré sur le déroulement de ces opérations hormis le fait que XSS-11 a effectué à  3 ou 4 reprises des manœuvres de rendez-vous avec l'étage supérieur de son lanceur. Le programme a été critiqué par la presse américaine lorsqu'un porte-parole du Pentagone a évoqué la possibilité d'utiliser le XSS-11 comme arme anti-satellites.